# Erwin Schauer
Erwin Schauer (* 7. Februar 1927 in Markt Piesting; † 24. April 2006 in Kirchberg in Tirol) war ein österreichischer Dachdeckermeister, Kaufmann und Politiker (ÖVP). Schauer war Abgeordneter zum Nationalrat und von 1980 bis 1986 Landesrat in der Niederösterreichischen Landesregierung.

## Leben
Schauer absolvierte die Pflichtschule und besuchte im Anschluss die Ingenieurschule für Maschinenbau in Wiener Neustadt. Am 13. Februar 1944 beantragte der damals in dem zur Ortsgruppe Piesting gehörigen Gutenstein wohnhafte Erwin Schauer die Aufnahme in die NSDAP und wurde am 20. April 1944 aufgenommen (Mitgliedsnummer 9.836.728).
Schauer erlernte den Beruf des Dachdeckers und legte 1949 die Meisterprüfung ab. Schauer machte sich 1950 mit einem Betrieb in Pernitz und Markt Piesting selbständig. Ihm wurde der Berufstitel „Kommerzialrat“ verliehen. Schauer war von 1955 bis 1965 Gemeinderat in Markt Piesting und von 1965 bis 1975 geschäftsführender Gemeinderat. Zwischen 1960 und 1975 war er Landesinnungsmeister der Dachdecker und Pflasterer für Niederösterreich und übernahm zudem zwischen 1965 und 1975 die Funktion des Bundesinnungsmeister der Dachdecker und Pflasterer. 1974 wurde Schauer zum Hauptbezirksgruppenobmann Wiener Neustadt des Österreichischen Wirtschaftsbundes der ÖVP gewählt und fungierte von 1975 bis 1980 als Präsident der Niederösterreichischen Handelskammer. Des Weiteren war Schauer 1976 Obmannstellvertreter der Landesgruppe Niederösterreich des Österreichischen Wirtschaftsbunds und wurde 1976 in die Landesparteileitung der ÖVP Niederösterreich gewählt. Schauer vertrat die ÖVP vom 1. Februar 1978 bis zum 21. Oktober 1980 als Abgeordneter zum Niederösterreichischen Landtag und hatte im Anschluss vom 2. Oktober 1980 bis zum 14. Mai 1986 das Amt eines Landesrats in der Niederösterreichischen Landesregierung inne.